# Sigur Rós
Sigur Rós er et islandsk artrock/post-rock-band. Gruppen fokuserer på langsomme, repetitive kompositioner, der har inspiration fra art-rock, klassisk musik og en smule folkemusik. Grupper som Talk Talk, My Bloody Valentine og Pink Floyd kan nævnes som forgængere for Sigur Rós, men uden den særegne islandske lyd, som skiller bandet ud fra andre i samme genre. 

## Navnet
Sigur Rós betyder Sejr Rose på islandsk og er navnet på forsanger Jón Þór "Jónsi" Birgissons lillesøster Sigurrós, der blev født samme dag, som bandet blev dannet. Rent bogstaveligt betyder det "Sige Rose", og er et islandsk eksempel på særskrivning, her brugt som kunstnerisk virkemiddel. Sigur Rós udtales "sigyr rous", "sigør rous" eller mere præcist ['sɪɣʏr rous] på fonetisk sprog. Det er en udbredt misforståelse, at navnet skal udtales "sigur ross", hvor "ross" udtales som i Stig Rossen eller hvalros. For at udtale "Rós" korrekt skal man rulle på r'et og hvile på o'et og s'et – ikke udtale det hurtigt som ovennævnt. Der skal også rulles på r'et i "Sigur" og i øvrigt skal trykket i bandnavnet ligge på første stavelse, som i alle andre islandske ord.

## Baggrund
Jón Þór (Jónsi) Birgisson, Georg Holm og Ágúst Ævar Gunnarsson dannede gruppen i Reykjavik i august 1994. Det varede ikke længe før de fik en pladekontrakt med det lokale pladeselskab Bad Taste. I 1997 udgav de Von, Von betyder håb.  Året efter udgav de en remix af albummet, Von brigði. Navnet er et ordspil over Vonbrigði, der betyder skuffelse, men Von brigði betyder desuden en ændring i håbet.
Den internationale anerkendelse kom i (1999) med albummet Ágætis byrjun (En fin start). Det er på dette album at bandets fjerde medlem, Kjartan Sveinsson, får sin debut. Anmeldere hyldede Ágætis byrjun som et af de bedste samtidige albums. En af sangene på albummet, Svefn-g-englar er sammen med sangen Njósnavélin (skæring 4 på ( )) med i filmen Vanilla Sky.
Trommeslageren Ágúst forlod bandet efter indspilningen af Ágætis byrjun og blev erstattet af Orri Páll Dýrason. I 2002 udgav de deres næste album ( ), som der var store forventninger til. Numrene på albummet har ingen navne og de bliver alle sunget på "Håblandsk" (islandsk: "Vonlenska"), et improviseret sprog som Jónsi sang numrene på mens de blev til. Det er en udbredt arbejdsmetode blandt sangskrivere at først synge sangene på et volapyk-sprog der ligger tæt på ens eget, for blot af finde den passende melodi. Derefter skriver man så en tekst der passer til melodien og den komposition man konstruerede under "volapyk-versionen". Sigur Rós valgte på ( ) at lade sangene være i volapyk-sproget "Håblandsk".
Den 13. september 2005 udgav de deres tredje album Takk..., der minder meget om deres to første albums.
Efter at have produceret 3 meget ens lydende albums udgav de i 2008  Með suð í eyrum við spilum endalaust. På dette album eksperimenterer de lidt mere end de har gjort før.

## Medlemmer
- Jón Þór "Jónsi" Birgisson – Forsanger, Guitar
- Georg "Goggi" Hólm – Bas
- Orri Páll Dýrason – trommer (1999 til nu)

## Tidligere medlemmer
- Kjartan "Kjarri" Sveinsson  – keyboard (1999 til 2013)
- Ágúst Ævar Gunnarsson – trommer (1994-1999)

## Diskografi
- Von (1997)
- Von brigði (1998)
- Ágætis byrjun (1999)
- ( ) (2002)
- Takk... (2005)
- Hvarf - Heim (2007)
- Með suð í eyrum við spilum endalaust (2008)
- Inni (2011)
- Valtari (2012)
- Kveikur (2013)
- Átta (2023)